# Biserica fortificată din Veseud (Chirpăr)
Biserica evanghelică din Veseud este situată în satul Veseud, din comuna Chirpăr, județul Sibiu. Biserica a fost construită în secolul al XIII-lea și figurează pe lista monumentelor istorice 2010 sub codul cod LMI SB-II-a-B-12587, cu următoarele obiective:
- Biserica evanghelică fortificată, cod LMI SB-II-m-B-12587.01, secolul al XIII-lea, secolul al XVI-lea, 1784 - 1785
- Incintă fortificată (fragment), cu turn de poartă, cod LMI SB-II-m-B-12587.02, secolul al XVI-lea - XVIII-lea

## Localitatea
Veseud, mai demult Vesăud, Veseud-Agnita (în dialectul săsesc Tsît, în germană Zied, Ziedt, în maghiară Szászvessződ, Vessződ), este un sat în partea de est a județului Sibiu,  în Podișul Hârtibaciului. Aparține de comuna Chirpăr. Localitatea se află la 6 km sud de Agnita și a fost prima oară atestată în 1379. Biserica și fortificațiile care o înconjurau odinioară sunt așezate pe un promontoriu, lângă drum.

## Biserica
Lăcașul de cult din Veseud era o  bazilică  romanică ridicată în secolul al XIII-lea. Ea avea probabil tipica  absidă  semicirculară, care a fost demolată la fortificarea de la sfârșitul secolului al XV-lea, pentru a se clădi deasupra corului  un turn de apărare cu cinci niveluri. Din bazilica romanică s-a păstrat doar arcul triumfal semicircular.

## Fortificația
O descriere a lui Friedrich Müller din 1857 amintește existența a două turnuri de apărare de plan pătrat, prevăzute cu galerii de apărare, și a două bastioane circulare. Din fortificațiile bisericii de la Veseud s-a mai păstrat un singur fragment de zid pe latura de miazăzi, lung de 20 metri și lat de un metru.